# وسام الشجاعة
وسام الشجاعة (بالعبرية: עיטור העוז) وسام عسكري إسرائيلي، يمنح لأصحاب الأعمال الشجاعة والذين خاطروا بحياتهم أثناء القتال. تم تأسيس الوسام في عام 1970 على الرغم من أنه تم إعطائها بأثر رجعي للمحاربين القدماء بموجب قانون الكنيست.

## التصميم
صمم الميدالية دان رايزنجر، على الجانب الآخر هناك ستة سيوف متقاطعة وبينهم غصن زيتون. العكس هو نفسه.
تعلق الميدالية بشريط أحمر يرمز إلى النار والدم في المعركة. رسمياً، يرتدي المستلمون مرتين للميدالية قفلًا صغيرًا على شكل الميدالية. في الممارسة العملية، ارتدى راف ألوف أمنون ليبكين شاحاك شريطين (الشخص الوحيد الذي حصل على الميدالية مرتين بينما لا يزال على قيد الحياة).
تعطى الميدالية من قبل وزارة المالية وهي مصنوعة من 25 غراما من الفضة/ 935 بينما المشابك مطلية بالكروم.

## المستفيدين
تم تقديم 220 جائزة حتى يومنا هذا، كان آخرها في عام 2005 بعد فترة غياب دامت أكثر من 23 عامًا. في عام 2007 تم الإعلان عن منح الميدالية لستة جنود قاتلوا خلال حرب لبنان الثانية. حصل اثنان فقط من المتلقين على الميدالية مرتين.

## المستلمون البارزون
- حصل أمنون ليبكين شاحاك على الوسام مرتين.
- حصل مئير داغان الميدالية لنزع سلاح أحد المقاومين في عام 1971.
- حصل مئير هار زيون على ميدالية لدوره خلال غارة في عام 1956.
- أوفيد لاديشفنيكي حصل على الوسام مرتين.
- حصل رفائيل إيتان على ميدالية لدوره خلال غارة على سوريا في عام 1955.
- حصل روي كلين بعد وفاته على الميدالية لقفزه على قنبلة يدوية لإنقاذ زملائه الجنود خلال حرب لبنان الثانية.
- حصل شموئيل غونين على الميدالية لدوره في حرب سيناء.
- حصل أمير دروري على الميدالية عن دوره خلال عملية «هارغول» (المعروفة أيضًا باسم غارة توفيق) في عام 1960.
- حصل إسحاق مردخاي على الميدالية لدوره في حرب يوم الغفران.
- حصل يوسي بن حنان على الميدالية لدوره في حرب يوم الغفران.
- تلقى دوف تاماري الميدالية عن دورة في قيادة لواء المظلات خلال غارة في عام 1956.

## وصلات خارجية
- الأوسمة العسكرية الإسرائيلية.
- الأوسمة والتكريمات الإسرائيلية.